# Bedellia orpheella
Bedellia orpheella är en fjärilsart som beskrevs av Henry Tibbats Stainton 1849. Bedellia orpheella ingår i släktet Bedellia och familjen vindemalar. Inga underarter finns listade i Catalogue of Life.

## Bildgalleri

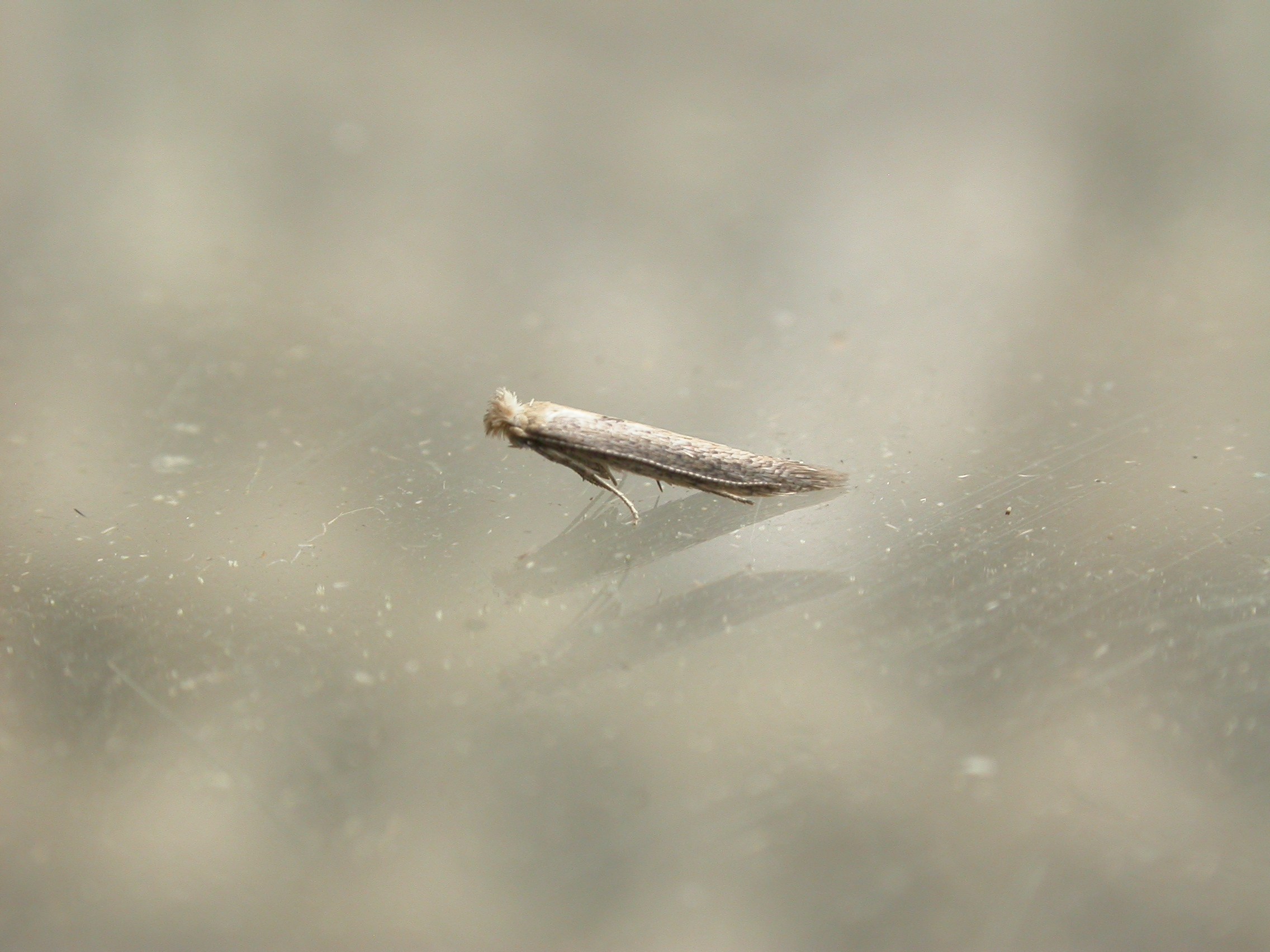